# Banque de l’Indochine

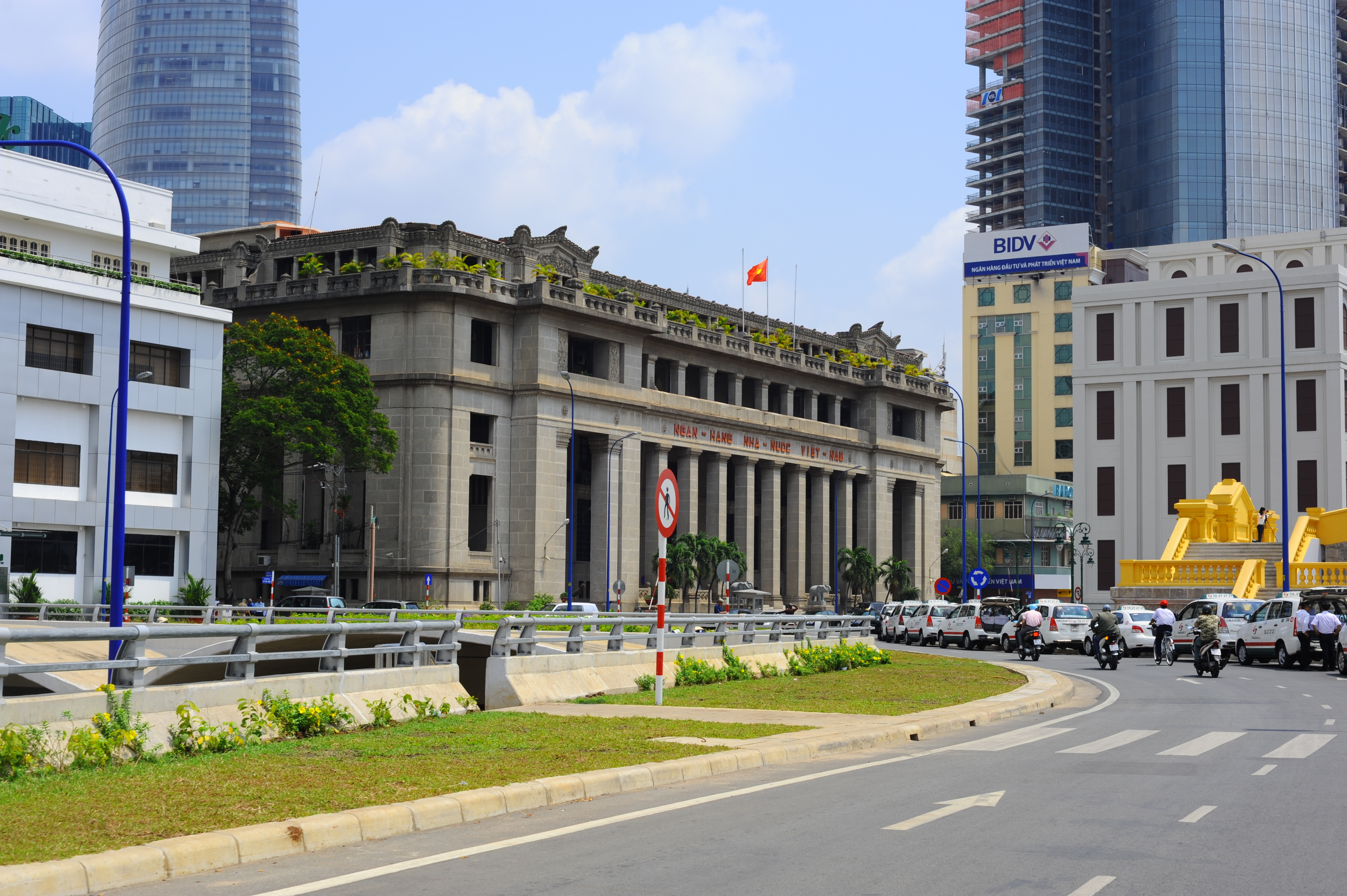
Filialgebäude in Saigon (2012) am ehemaligen quai de Belgique.

Die Banque de l’Indochine (deutsch „Bank von Indochina“) war ein 1875 gegründetes Institut, das für die französischen Kolonien im asiatisch-pazifischen Raum als Zentralbank mit Notenprivileg fungierte. Sie wurde 1974 mit der Banque de Suez zur Banque Indosuez fusioniert.

## Geschäftsbetrieb

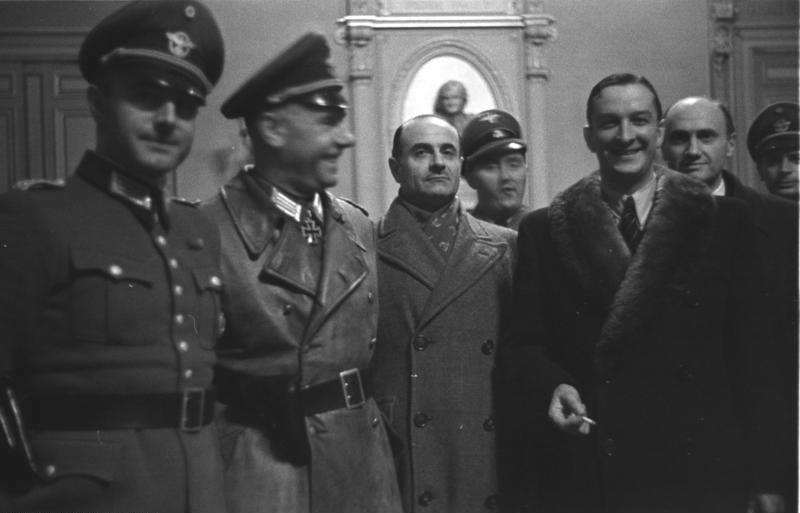
René Bousquet (mit Pelzkragen) in Marseille 1943

Die Gründung erfolgte am 21. Januar 1875 durch Zusammenschluss des Comptoir d'escompte de Paris und der Crédit industriel et commercial (CIC). Es handelte sich um ein privates Institut, hinter dem zahlreiche Großinvestoren standen. Die Hauptverwaltung befand sich in Paris am 96, boulevard Haussmann. Die 1848 gegründete Comptoir war schon früh in Ostasien aktiv gewesen. Filialen gründete sie unter ihrem eigenen Namen an den indischen Handelsplätzen, in Shanghai 1860, Cochinchina 1864, Yokohama 1867–93. Als eigene Institution blieb sie in Australien (1880-1) und um 1900 in Madagaskar aktiv.
Die Aktionärsversammlung, an der nur die hundert größten Beteiligungen teilnehmen durften, wählte einen 15-köpfigen Vorstand. Das Kolonialministerium ernannte einen Beauftragten, der das Recht hatte an allen Vorstandssitzungen teilzunehmen. Die Regierung behielt sich das Recht vor, Revisoren bzw. eine separate Kontrollkommission zu bestimmen. 
Die signifikanten Kapitalerhöhungen 1887 und 1896 stammten aus Beteiligungen die die Société Générale bzw. Crédit Lyonnais einbrachten. Eine Änderung des Statuts 1900 erlaubte im größeren Masse Kreditvergabe und die Diskontierung. Die Summe der vergebenen Kredite durfte ein Drittel der Reserven nicht übersteigen. Die verschiedenen Währungen und Paritäten bescherten der Zentrale vor 1914 gute Gewinne aus der Arbitrage. Bei der Erneuerung des Notenprivilegs 1922 wurde bestimmt, dass die – de jure unabhängige Bank – ihre Mittel mehr zur Förderung der Kolonie einzusetzen habe, besonders da die Noten letztendlich staatlich garantiert waren. Zum einen wurde staatlichen Stellen ein extrem niedriger Zinssatz eingeräumt (1/10 bis 1/3 des Diskontsatzes), zum anderen erhielt der Staat einen Teil der Dividende wenn diese 6 % überstieg.
Die primäre Aufgabe der Bank war seit ihrer Gründung die Unterstützung der Regierung in der Verwaltung ihrer zum größten Teil erst Ende des 19. Jahrhunderts erworbenen Kolonien östlich von Suez. Dabei fungierte sie als Hauptkasse und Buchhalter der jeweiligen Verwaltungen und für die meisten Territorien auch als Zentralbank mit Notenprivileg. Einlagen der Verwaltung wurden nicht verzinst. Die Zusammenarbeit der Bank mit den kolonialen Administratoren war nicht immer spannungsfrei. Der Gouverneur der jeweiligen Kolonie ernannte einen örtlichen Kontrolleur, der Mitwirkungsrechte hatte.
Ein wichtiger Geschäftszweig in den 1870er und 1880er Jahren war die Finanzierung von Reisexporten nach China, sowie die Seidenausfuhr von dort nach Lyon, das nach 1870 etwa ein Drittel seines Bedarfs aus China bezog. Die Filiale in Hongkong (geschlossen 1877 bis 1884), erst ab 1894 ganz unter der Bezeichnung Indochine, war wichtiger Umschlagsplatz für die Gold-Silber-Wechselgeschäfte. Neben den britischen Konkurrenten wurde die Bank – auch mit ihrer Shanghaier Dependance – auf dem chinesischen Markt vergleichsweise bedeutend. Allerdings beteiligte man sich an den in Paris aufgelegten großen chinesischen Anleihen 1895–1909 nicht. Das Chinageschäft, gestärkt durch die Mit-Finanzierung der staatlich garantierten Yünnan-Eisenbahn 1893, und Hangkow-Szechuan-Bahn (1908), erreichte 1905 27 %, 1910 33 % des Gesamt-Umsatzes. Später wurden die Beteiligung an der Shanghaier Trambahngesellschaft und dem Hypothekengeschäft der Crédit foncier d'Extrême Orient höchst profitabel.
Von den 14,831 Milliarden Umsatz im 2. Halbjahr 1928 entfielen 8,1 Mrd. auf Indochina, 4,62 Mrd. auf China, wobei jedoch nur Shanghai (2,2 Mrd.), Tientsin (0,8) und Hongkong (1,3) bedeutend waren. Die Filiale in Bangkok setzte 556 Mio. um, in Singapur waren es 917 Mio. Die Umsätze in den anderen Niederlassungen und Kolonien waren fast bedeutungslos zwischen 41 und 79 Millionen. Zwar verdoppelten sich die absoluten Beträge der gezahlten Dividenden und Reserven von 1916 bis 1928 in etwa, angesichts des rapiden Verfalls des Franc blieben die zugrundeliegenden Werte allenfalls stabil.
Die Bank ließ zwischen den Weltkriegen, bis mindestens 1946, für ihren Dienstgebrauch Briefmarken mit „B I“ durchlochen. Der seit 1938 amtierende Präsident Paul Baudouin wurde 1940 französischer Außenminister. Nach seinem Rücktritt im Januar 1941 nahm er seine Stellung als Direktor bis 1944 wieder wahr. Als Generalsekretär fungierte nach dem Krieg der rehabilitierte René Bousquet.

### Kolonien
Die Niederlassungen in den einzelnen Kolonien agierten unabhängig voneinander und unterlagen unterschiedlichen Deckungspflichten usw.
In Französisch-Somaliland (heute: Dschibuti) eröffnete die Niederlassung 1908. Das heutige Nachfolgeinstitut ist die Banque Indosuez Mer Rouge. Im Kondominium Neue Hebriden war man in Port Vila vertreten. Mit der Schaffung einer einheitlichen Währung 1938 erhielt das Institut auch dort das Notenprivileg. Die Niederlassung in Neukaledonien eröffnete 1888. Der Name der seit 24. Februar 1904 in Papeete bestehenden Filiale wurde 1973 in Banque de Polynésie geändert.

#### Indochina
Das wichtigste koloniale Geschäftsfeld war die Finanzierung von Handels- und Kolonialisierungsunternehmungen in Indochina. Niederlassungen eröffneten in Saigon, Hanoi, Tourane (heute Da Nang), Dalat, Cantho, Haiphong, Hué, Phnom Penh sowie Battambang. Bis zum Ersten Weltkrieg hatte die Bank auch für Währungsstabilität im Verhältnis Gold zu Silber zu sorgen. Dies geschah durch Abschaffung der freien Silberprägung und einem Ausfuhrverbot von Kurantmünzen. Im Pachtgebiet Kouang-Tchéou-Wan gab es eine Niederlassung seit 1926.
Ab 1927 kontrollierte man fast die gesamte Kreditgewährung zu landwirtschaftlichen Zwecken durch die Gewährung von Vorschüssen aus einem Fonds an Bauern, die Sicherheiten bieten konnten. Dies erfolgte zu einem Zinssatz von 8 % und war somit deutlich günstiger als die geforderten Wuchersätze einheimischer oder zugewanderter indischer Geldverleiher – aus der Händlerkaste der Nattukottai Chettiar – auf die besonders die Kleinbauern angewiesen bleiben. Im Zuge der Weltwirtschaftskrise verkleinerte man das Filialnetz. Nach 1954 stellte man den Betrieb in der Demokratischen Republik Vietnam ein. In Südvietnam beteiligte man sich an der Banque pour le Commerce, l'Industrie et l'Agriculture (BCIA).
Gemäß der französischen Verordnung zur Devisenkontrolle für die Dauer des Krieges vom 9. September 1939 wurde eine einzurichtende Sonderabteilung der Bank ausführendes Organ der Devisenbewirtschaftung.
Als die privilegierte Stellung des Instituts als Zentralbank weggefallen war, versuchte man 1960 durch Erwerb von Anteilen der BFCCI, die sich seit 1951 auch in Madagaskar engagiert hatte, wieder besser ins Geschäft zu kommen. Die Verstaatlichungen der Niederlassungen in Kambodscha (1963) und Madagaskar (1975) konnte durch die Vergrößerung des Filialnetzes in Frankreich, die seit der Liberalisierung 1967 möglich geworden war, aufgefangen werden. Unter verschiedenen Namen war man an neu gegründeten Ablegern in Französisch-Guyana, den Seychellen, Réunion und auf Regierungswunsch seit 1976 auf Mayotte aktiv.

### China

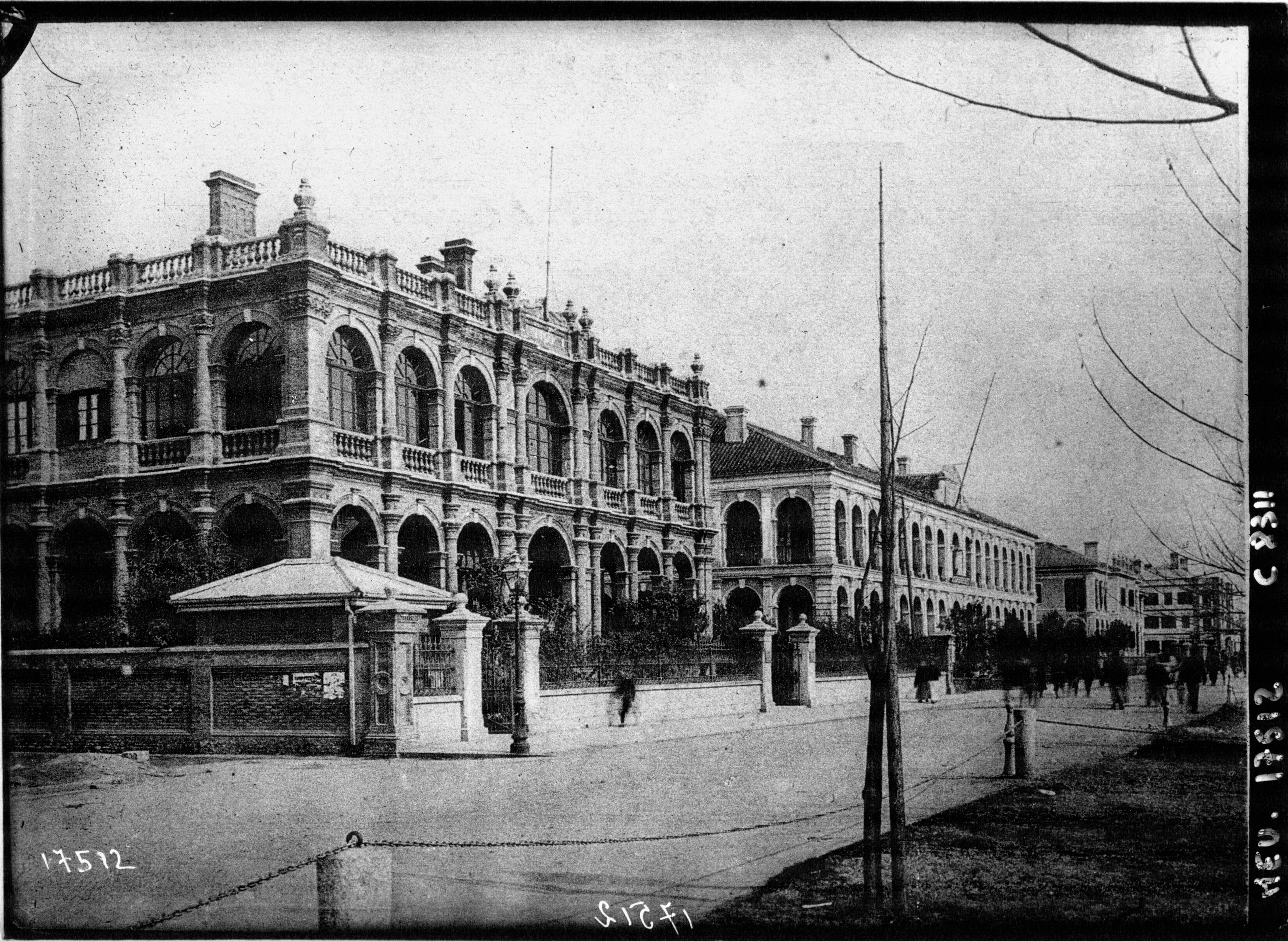
Filiale Hankow, 1911

Die nach dem zweiten Opiumkrieg erzwungene Öffnung Chinas sicherte Frankreich das Recht auf Niederlassungen (z. B. in Shanghai und Tientsin) zu. Besonders der rasch wachsende Seidengroßhandel in das damals wichtigste Verarbeitungszentrum Lyon wurde zwischenfinanziert. Filialen eröffnete man in Peking, Tientsin, Shanghai, Hankow, Kanton und Hong Kong. Die von China an Frankreich zu leistende Boxerentschädigung wurde von dem Institut abgewickelt. Die Bedeutung der Bank am chinesischen Markt blieb im Vergleich zu den Konkurrenten, wie HSBC, Yokohama Specie Bank und Deutsch-Asiatische Bank (bis 1914) gering. Man arbeitet mit diesen jedoch seit 1909 in einem Konsortium eng zusammen.
Nach dem Ersten Weltkrieg schränkte man das Chinageschäft ein. Wichtiger wurden die Börsengeschäfte in Hanoi und Saigon (Marktanteil 1920 ⌀ 75 %) und der saigoner Devisenmarkt (Anteil 1920er 51–54 %). Der Anteil des in Indochina erwirtschafteten Profits am Gesamtgewinn des Instituts war 1913 38 %, 1922 49 % und 1928 59 %. Einen wesentlichen Anteil trugen die Beteiligungen an Crédit foncier d’Indochine und SFFC bei.
Unter Beteiligung der chinesischen Regierung und zusammen mit der Banque de Paris et des Pays-Bas, Banque Lazard gründete man 1925 die Banque Franco-Chinoise pour le Commerce et l’Industrie (BFCCI), die die Reste der Banque Industrielle de Chine (gegr. 1913) übernahm. Soweit die in China befindlichen Zweigstellen nicht schon während des Zweiten Weltkriegs ihren Betrieb einstellen mussten, lag der Geschäftsbetrieb seit 1949 darnieder. Der offizielle Rückzug erfolgte erst 1956.

### Südost- und Ostasien
Man betrieb in zahlreichen Handelsplätzen Ostasiens, außerhalb des französischen Kolonialbesitzes, Filialen, so z. B. in Bangkok und Singapur (ab 1905). 
Die Filiale in Yokohama wurde 1942 nach Tokio verlegt. Seit 1940 war diese Filiale exklusiv für die Verrechnung des gesamten Handels zwischen Französisch-Indochina und Japan im Rahmen des Clearing über die Yokohama Specie Bank zuständig.

## Banknoten
Das der Bank zunächst nur für Indochina erteilte Emissionsrecht war zunächst auf zehn Jahre beschränkt, es wurde dann bis 1905 verlängert und dann auf den pazifischen Raum ausgeweitet. Vor dem Ersten Weltkrieg wurde der Umfang des Notenprivilegs durch Verordnungen (decret) festgelegt. Die wichtigsten waren die vom 21. Januar 1875, 20. Februar 1888, 16. Mai 1900 und 3. April 1901. Die nächste Verlängerung erfolgte bis 1920, dann 1930 und schließlich bis 1959. Die Währungen waren entweder an den Franc (fr.) und damit bis 1914 an die Lateinische Münzunion angebunden, oder sie folgten wie in China und Französisch-Indochina dem Vorbild des mexikanischen Dollars (mex$).

### China

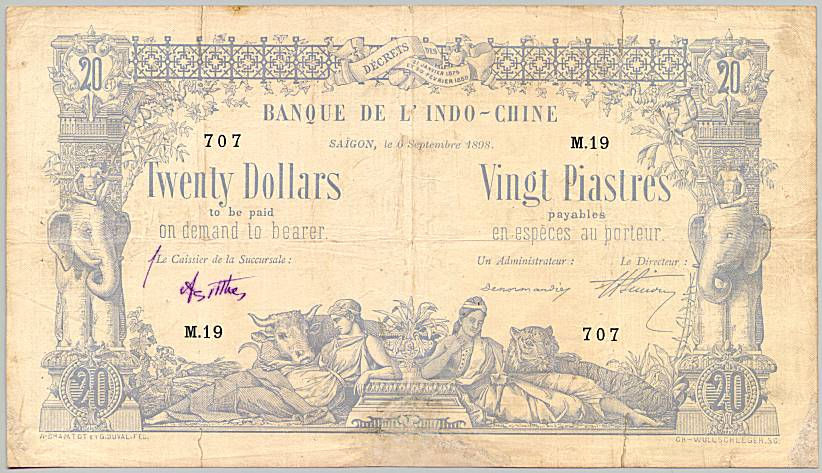
20 Piaster = 20 $ (1898) für Indochina

Wie zahlreiche andere ausländische oder Provinzbanken verausgabte man silber-gedeckte Noten für den lokalen Bedarf. Die 1901-2 ausgegebenen Scheine (1, 5, 10 100 $) der Filialen in Kanton (heute: Guangzhou) und Kanton-Shamian (zeitgen. „Shameen“) sowie Shanghai ähneln den in Indochina ausgegebenen und tragen ebenfalls die Aufschrift Dollar = Piastre.

### Französisch-Indochina
In dieser Kolonie wurden auch die Münzen von der Bank ausgegeben. Seit 1922 mussten die Noten nur noch zu einem Drittel gedeckt sein. Der Generalgouverneur war befugt, auf dem Verordnungswege diese Summe auf ein Fünftel zu senken. Zum 31. Dezember 1928 waren Noten im Wert vom 184 Millionen Piaster im Umlauf, davon hatte die Filiale Saigon 178 Mio. und Haiphong 0,2 Mio. begeben. Das örtliche Notenprivileg endete zum Jahresende 1951.

### Französisch-Somaliland
Die Notenausgaben für Französisch-Somaliland (heute: Dschibuti) begannen 1910 mit Scheinen zu 5 (1913), 20 und 100 Fr. Es folgten neue Serien 1920-3 sowie 1928–38: 5, 20 (3 Typen) und 100 (2 Typen), 500 (1927, 1938) und 1000 (2 Typen 1938) Fr. Der umlaufende Notenbetrag 1928 lag bei 4 Millionen. Die „freien Franzosen“ begaben Notgeldscheine mit Überdrucken, die das Lothringer Kreuz zeigen. Die Scheine der Serie 1945 wurden von der (britischen) Regierungsdruckerei in Palästina hergestellt. Es folgten in CFA-Franc denominierte Scheine der Bank 1946 zu 10 und 100 (2 Typen) Francs. Das Notenprivileg übernahm ab 1952 der Trésor Public.

### Neukaledonien
Die ab 1902 ausgegebenen Scheine lösen die Vorläufer der Compagnie de la Nouvelle-Calédonie (1873-4) und der Banque de la Nouvelle-Calédonie (1874–98) ab. Es gab Werte von 5 (1916), 20 (1902; neuer Typ 1905, 1913) und 100 (1914) Francs.
In der Zeit unmittelbar nach dem Ersten Weltkrieg verausgabte die Bank in Noumea kurioses Notgeld. Auf eine Messingkapsel, die auf der Vorderseite mit „Banque de l'Indochine. Noumea“ geprägt war, brachte man rückseitig ein Glasplättchen auf, unter dem eine Briefmarke (25 oder 50 cent.) angebracht war.
Eine neue Serie von Scheinen zu 5, 20 und 500 Fr. folgte 1926-9. Die Ausgaben 1937–40 ähnelten denen in Tahiti, jedoch kennzeichnete man die Scheine rückseitig durch die Angabe „Noumea.“ Erstmal 1939 wurden Notausgaben mit höheren Werten überdruckt, es folgten 1942–44 weitere Behelfsausgaben, die ab 1944 teilweise in Australien gedruckt wurden. Seit Ende 1946 zirkulierten die Noten des CFP-Franc.

### Pondicherry

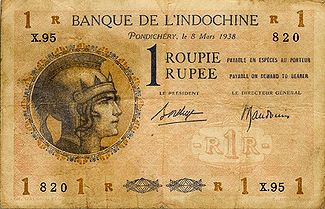
1 Rupie Französisch-Indien (1938)

Französisch-Indien bestand hauptsächlich aus Pondicherry mit einigen kleinen Exklaven und Chandannagar, zusammen rund 500 km². Als Währung benutzte man die Rupie (R.) nach britischem Vorbild, geteilt in 8 Fanons zu je 2 Annas. Ausgegeben wurden 1875 Scheine zu 10 und 50 Rs. Nach 1919 folgte Kleingeld zu 1 R. (bis 1945) und 5 Rs. (1936–47). 1928 liefen Noten im Wert von umgerechnet 6 Mio. Fr. um.

### Siam
Von der Filiale in Bangkok sind 1898 gedruckte Scheine in den Werten zu 5, 20, 80 und 100 Tikal bekannt. Sie sind rückseitig Chinesisch und Thai beschriftet. Ob sie jemals zirkulierten ist nicht bestätigt.

### Tahiti
Die Ausgabe von in Franc denominierten Banknoten in Französisch-Polynesien wurde erstmals 1914 nötig. Eine neue Serie, wie die vorgehende Scheine zu 5, 20 und 100 Francs, folgte 1920. Die neue Serie 1923-8, zu 5, 20, 500, 1000 (ab 1939) fr., ähnelte im Aussehen den Scheinen des Mutterlandes, die auch gesetzliche Zahlungsmittel waren. Der neu hinzugekommene 100-Fr-Schein 1939 zeigte rückseitig eine Statue des kambodschanischen Tempels Bayon (Angkor Wat). 1928 liefen Noten im Wert von 19 Mio. um. Im Zweiten Weltkrieg wurden verschiedene Notgeldscheine mit Überdrucken ausgegeben. Nachdem die Verwaltung der Kolonie zu den „freien Franzosen“ übergelaufen war, führte man 1944 neue, in Australien gedruckte, Scheine ein. Als regionale Währung gilt seit 1946 der CFP-Franc. Für die Notenausgabe ist seit 1965 das L’Institut d’Emission d’Outre-Mer (IEOM) zuständig.

## Andere Filialen
Im Jahr 1918 eröffnet die Banque de l'Indochine eine Filiale in Wladiwostok, dann in Chicago im Jahr 1947, Dschidda im Jahr 1948, Johannesburg im Jahr 1949 und Sydney im Jahr 1970.

### Hauseigenes Material
Die französische Nationalbibliothek bewahrt Geschäftsberichte usw.
- Banque de l’Indochine; Etudes financières: Les Sociétés françaises d'investissement spécialisées; Paris 1962
- Convention intervenue le 10 juillet 1947 entre le Gouvernement de la République française et la Banque de l’Indochine; [Paris] 1948 (impr. de Chaix)
- Zeitschrift: Banque de l’Indochine. Service des études économiques; Bulletin mensuel d’informations; 1931-[...]